# Televisión de alta definición

Etiqueta oficial europea (EICTA)

La televisión de alta definición (HDTV) es un sistema de televisión digital que proporciona una resolución de imagen mucho más alta que la de la televisión de definición estándar. HDTV es el formato de vídeo estándar actual utilizado en la mayoría de las emisiones: televisión digital terrestre (TDT), televisión por cable, televisión por satélite y vídeo por streaming.
Anteriormente el término se aplicaba a los estándares de televisión desarrollados en la década de 1930 para reemplazar a los modelos de prueba. También se usó para referirse a modelos anteriores de alta definición, particularmente en Europa, llamados D2 Mac, y HD Mac, pero que no pudieron implantarse ampliamente.
Los términos en inglés HD ready ("listo para alta definición", en español) y compatible HD ("compatible con alta definición") se están usando con propósitos publicitarios. Indican que el dispositivo electrónico que lo posee, ya sea un televisor o un proyector de imágenes, es capaz de reproducir señales en alta definición; aunque el hecho de que sea compatible con contenidos en esta norma no implica que el dispositivo sea de alta definición o que tenga la resolución necesaria, tal y como pasa con algunos televisores basados en tecnología de plasma con menos definición vertical que televisores de años atrás (833x480, en vez de los 720x576 píxeles - anamórficos equivalen a 940x576-), los cuales son compatibles con señales en alta definición porque reducen la resolución de la imagen para adaptarse a la resolución real de la pantalla.

## Comparación con SDTV
HDTV tiene por lo menos el doble de resolución que el SDTV, razón por la cual se puede mostrar mucho más detalle en comparación a un televisor analógico o un DVD normal. Además, los estándares técnicos para transmitir HDTV permiten que se proyecte utilizando una relación de aspecto de 16:9 sin utilizar franjas de colores y por lo tanto se puede incrementar la resolución del contenido.

## Primeros sistemas

### MUSE
Las pioneras en tecnología de alta definición fueron las televisoras japonesas, que transmiten en HD desde hace más de 15 años. Japón comenzó con un sistema de 1035 líneas de resolución llamado MUSE, desarrollado por la empresa NHK en el año 1980. El principal problema de este sistema fue el excesivo uso de las bandas de transmisión, pues requería hasta 5 veces más espacio espectral que un canal de televisión estándar.

### HD-MAC
El HD-MAC ofrecía 1250 líneas, con 50 cuadros por segundo como el sistema PAL y la posibilidad de la transmisión vía satélite. Fue la opción europea para el mercado de la HDTV (HD MAC = High Definition Multiplexed Analog Components), se trataba de una compleja mezcla de señales de vídeo analógicas multiplexadas con sonido digital. La resolución era de 1250 líneas de las cuales eran visibles 1152, con 50 cuadros por segundo y aspecto de 16:9. Se utilizó ampliamente en los JJ. OO. de Barcelona 92.

## Sistemas actuales para alta definición
Existen tres normas técnicas definidas: la estadounidense (ATSC), la europea (DVB-T) y la japonesa (ISDB-T).
- ATSC: Fue diseñado para agregar un transmisor digital a cada transmisor NTSC sin interferencias entre las señales. Desarrollado y utilizado en Estados Unidos y adoptado o en uso en Corea del Sur, Canadá, México, y República Dominicana, entre otros, con capacidad para transmitir en HD. La norma correspondiente a recepción en teléfonos móviles, denominada ATSC Mobile DTV ha sido desarrollada pero no está integrada a la norma y aún tardará en implantarse del todo.

- DVB: Es una familia de normas de televisión, consta de diferentes versiones; DVB-T/S/C (Terrestre/Satélite/Cable) es un sistema de televisión digital, creado tomando como base la versión en baja definición del sistema de alta definición analógica HD MAC, llamado (D2 MAC). Su desarrollo se debió al fracaso de la alta definición analógica (requería 36MHz de ancho de banda). Fue abandonado en los años noventa, en beneficio de una versión digitalizada de D2 MAC, que paso a llamarse DVB; utiliza codificación MPEG-2, posteriormente pasó a utilizar el códec MPEG-4 para optimizar el ancho de banda. Soporta resoluciones 480i, 576i, 720p, 1080i y 1080p, 50/60Hz, y canalizaciones 6, 7 y 8 MHz, PAL y NTSC. Actualmente está en desarrollo e implementación de prueba el nuevo sistema DVB-T2 que requerirá de nuevos decodificadores debido a que se planea que coexista con el antiguo DVB-T a partir de 2008, pero no se espera que arranque en firme hasta después del apagón analógico que liberará buena parte del espectro electromagnético ya saturado en Europa.[2] ha sido probado con éxito a velocidades de 45 Mbit/s en Soweto emitiendo cuatro canales 1080p simultáneamente en el mismo Mux, pudiendo llegar a un máximo teórico de 192 Mbit/s. El sistema está en adopción o en uso en los países europeos, Colombia, Panamá, India, Sudáfrica, Australia y algunos países asiáticos. Para mejorar sus capacidades de ancho de banda y recepción.

- ISDB-T: Es una norma desarrollada en Japón que posee flexibilidad, puesto que se puede usar con anchos de banda para señal de 6, 7 y 8 MHz adaptándose fácilmente a cualquier parte del mundo. Es compatible con las normas analógicas NTSC y PAL. Puede enviar señales de audio e imagen de calidad superior (FULL HDTV y sonido de audio con calidad CD o 5.1) y multiplexar hasta 4 canales de definición estándar y así optimizar el espectro radioeléctrico. También posee servicios multimedios con retorno y programas interactivos desde los hogares. Tiene la capacidad de transmitir a dispositivos móviles de forma gratuita y con la misma infraestructura existente en el canal de TV, con baja potencia es capaz de abarcar amplias extensiones de territorios accidentados, como es el caso de Japón y gran parte del borde cordillerano y del Pacífico. Es la norma de televisión digital oficial adoptada en Japón y que ha sido modificada en Brasil, que posteriormente la adoptó, seguido de Argentina, Chile, Paraguay, Bolivia, Perú, Ecuador, Venezuela, Uruguay, Costa Rica, Nicaragua, Guatemala y El Salvador, excepto Colombia, Panamá, Guyana, Surinam, Honduras y México.

### África

#### Marruecos
En el país Norte Africano existen varios canales que transmiten en HD Laayoune TV HD, 2M TV HD, Arryadia Arrabia HD, Assadissa HD, Aflam TV HD, Tamazight TV HD.

### América
El Salvador
Dispone de señal HD Digital con el estándar ISDB-tb en todas sus transmisiones, a partir de 2018, se iniciaron prueba en la TV pública, a pesar de que se habían hecho pruebas con el estándar DVB-T desde 2003, el gobierno se ha decantado por el estándar ISDB-tb por razones de portabilidad, Se prevé el apagón analógico para octubre de 2024.

#### Argentina
Argentina fue uno de los primeros países en adoptar una norma de alta definición. Después del estudio por parte de una comisión técnica (ATA, cámara argentina de proveedores y fabricantes de equipos de radiodifusión, cámara argentina de industrias electrónica, asociación de fábricas argentinas terminales de electrónica, ADECUA y la CNC, el 22 de octubre de 1998 se estableció de forma oficial el estándar estadounidense ATSC lo que motivó protestas por parte de Brasil, pues consideraban que era mejor tomar una decisión conjunta. Poco tiempo después comenzaron las transmisiones de prueba, siendo ARTEAR la primera empresa en emitir en alta definición.
Así, El Trece inauguró las transmisiones en alta definición en los partidos de este país en Copa Mundial de Fútbol de Alemania 2006. Durante 2007 transmitió 12 horas de programación en sonido Dolby 5.1 y en HD (Alta Definición) formato panorámico 16:9 (utilizado en el cine) por la sintonía 12.1. Todo en norma legalmente aprobada ATSC.
Sin embargo, el gobierno argentino nuevamente crea una comisión técnica de estudio, quien tras reunirse en un par de ocasiones sugiere la adopción del estándar japonés ISDB-T. Así el 31 de agosto de 2009 se abandona la norma ATSC y se adopta el estándar japonés. La elección se rubricó con la firma de dos convenios. En uno Japón se comprometió a transferir tecnología, capacitar recursos humanos y equipar a Canal 7 (Televisión Pública) para que pudiera empezar con las transmisiones. El otro acuerdo se cerró con Brasil y contempla trabajar en conjunto para desarrollar el nuevo dispositivo de recepción en la región. Lo que llevó al Gobierno a inclinarse por este estándar, fueron las posibilidades de desarrollo industrial y generación de empleo calificado. Japón se comprometió a no cobrar royalties por el uso de la tecnología y junto con Brasil invitaron a Argentina a participar en el Foro de Desarrollo ISDB-T, donde se discutieron las futuras innovaciones tecnológicas de manera conjunta.
A partir de junio de 2010, comenzó la primera transmisión oficial en alta definición utilizando la nueva norma a través de Canal 7. A pesar de que la cantidad de contenido en alta definición era muy limitada debido a la falta de equipamiento para realizar este tipo de contenidos, se transmitió gran parte de la Copa Mundial de Fútbol de 2010 durante junio y julio de 2010 en HD.
Las primeras transmisiones fueron pruebas aisladas llevadas a cabo por algunas empresas utilizando las frecuencias otorgadas para tal fin. Un mecanismo que realmente no contribuye a seleccionar ordenadamente un estándar y que carece del rigor necesario para llevar a cabo una decisión oficial al respecto. Esta modalidad fue implementada en la década pasada a raíz de las presiones de Estados Unidos a forzar la norma ATSC y comenzar cuanto antes las emisiones de prueba, contando con el apoyo de algunos de los radiodifusores de entonces. Tal es así que Telefe comenzó transmitiendo en ATSC apoyándolo con mucha vehemencia y luego permutó hacia DVB, tanto en la modulación como en la preferencia.
Actualmente, la venta de televisores LCD y LED HDTV está en aumento y cada vez es más frecuente encontrar en hogares de la Ciudad de Buenos Aires y el conurbano bonaerense, el servicio de televisión digital ofrecido por los operadores de cable. Mientras que en el resto del país solamente la Red Intercable a través de un sistema DVB-S como plataforma de contribución y DVB-C como plataforma de distribución, está presente en varias ciudades del interior del país.
El 29 de agosto de 2010 se realizó la primera transmisión en vivo desde exteriores, al emitirse un partido del Mundial femenino de hockey desde Rosario (Argentina - Sudáfrica). La empresa Pulsar Televisión HD fue contratada por la Televisión Pública para generar las imágenes que luego fueron vistas a través del sistema de Televisión Digital Terrestre y empresas de cable que emitían la señal TV Pública Digital.
Versiones de los canales argentinos de TV Abierta en HD
- El Trece HD (33.1)
- Telefe HD (34.1)
- El Nueve HD (35.1)
- América HD (36.1)
- Televisión Pública Argentina HD (23.2)
- Encuentro HD (22.1)
- DeporTV HD (24.1)

También hay versiones en alta definición en TV paga de los siguientes canales: C5N HD, TN HD, Quiero HD, ESPN HD, Fox Sports HD, TyC Sports HD, TyC Sports 2 HD, TyC Sports 3 HD, A24 HD, América Sports HD, Canal 26 HD y Cartoon Network HD

#### Brasil
Brasil fue el único país donde emisoras y el equipo de las industrias emergentes eran parte de las pruebas de laboratorio y campo para comparar la eficacia técnica de las tres normas tecnológicas existentes. La Universidad Presbiteriana Mackenzie, junto con el equipo de NEC, realizaron varias pruebas que condujeron a la elección de ISDB-Tb,(b = brasilero) en forma modificada. El Instituto de la Universidad de São Paulo, en su laboratorio de sistemas integrados, creó una transmisión plenamente brasileño de forma predeterminada. TV digital en Brasil llegó a las 20:48 del 2 de diciembre de 2007, con un discurso del presidente de la República. Inicialmente en São Paulo de forma predeterminada japonés con algunos ajustes. El 20 de abril, la señal en alta definición fue lanzada por la Rede Globo solo en la región metropolitana del Gran Río. También HDTV ya está presente en Campinas, Goiânia, Belo Horizonte, Porto Alegre, Curitiba, Manaos, Belém, Florianópolis y Salvador de Bahía, las dos últimas en fase experimental. Santos es la segunda ciudad del interior para recibir la señal digital, en marzo de 2009[cita requerida].

#### Chile
El día 14 de septiembre de 2009 la presidenta Michelle Bachelet anunció que Chile optó por la norma ISDB-Tb (MPEG-4). El ministro René Cortázar dijo que la nueva norma se escogió por la mejor calidad de recepción, por la mayor cantidad de señales y por la opción de operar TV por celular.
Anteriormente, el 30 de septiembre de 2008, el ministro secretario general de gobierno, Francisco Vidal, dijo en conversación con Radio Cooperativa: «Pido perdón, porque he dicho como tres veces este año que "el próximo lunes ingresará el proyecto al Parlamento". Ahora estoy en condiciones de decir de verdad que la próxima semana estamos en condiciones de enviar la norma de televisión digital al Congreso».
El canal de la Pontificia Universidad Católica de Chile (Canal 13 - UCTV) ha realizado pruebas de HDTV bajo la norma ATSC en frecuencia 12.1 VHF por más de dos años, y desde noviembre de 2006 bajo la norma DVB-T en frecuencia 21 UHF y bajo la norma japonesa por el canal 24. Se planificó realizar pruebas bajo norma DVB-H en el corto plazo. Actualmente en Chile, Canal 13 hace pruebas con el sistema japonés, transmitiendo con muy baja potencia y abarcando gran parte de Santiago a nivel de recepción fija. En cuanto a la recepción móvil, ésta es recibida sin ningún problema.
Actualmente la emisión de Canal 13 en ISDB-T se hace en el canal 24, emitiendo un documental sobre Santiago de Chile en idioma japonés a 1080i.
Las transmisiones digitales comenzaron de forma experimental en 1995, emitiendo desde Punta Arenas, notas periodísticas en imagen digital comprimida, experiencia usada muy a menudo en el Departamento de Prensa y luego en otras regiones del país, como las de Arica Parinacota, de Los Ríos, de Los Lagos, del Bío Bío y de Aysén. Se suma a ello algunas transmisiones vía fibra óptica en Cuba.
Televisión Nacional de Chile (TVN), entre noviembre de 1999 y mayo de 2000 realizó transmisiones experimentales de HDTV bajo la norma ATSC en frecuencia 8 VHF. A noviembre de 2007, TVN transmite señal de prueba en ATSC en canal 33 UHF, 4 señales SDTV en la misma frecuencia.
Recientemente la Asociación Nacional de Televisión (ANATEL) afirmó en El Mercurio su rechazo a la norma estadounidense (ATSC) en favor de la norma japonesa (ISDB-T) como estándar definitivo de la Televisión Digital[cita requerida], previamente la blogosfera chilena había manifestado su apoyo a ISDB-T pese a que la ANATEL se mantuvo firme durante meses en pro de la norma estadounidense.
En tanto ARETEL BIOBIO está apoyando en forma culmínate la norma Europea, ya que posee más flexibilidad, interactividad con los televidentes, y por sobre todo más posibilidad de integrar a las personas de la comunidad.
En septiembre de 2007, se crea una comisión veedora para la TDT con un plan pionero en el mundo. Consta de elegir 160 familias que podrán utilizar las 3 normas en juego (ISDB-T, DVB-t y ATSC) al mismo tiempo y podrán evaluarlas. El gobierno mediante la subte llevarán todos los equipos hasta el hogar del voluntario, ya sean decodificadores o televisores HD, para que este pueda dar sus impresiones sobre cada norma.
La polémica sobre el ancho de banda que se utiliza en Chile (6 MHz) estuvo presente, debido a que la norma europea utiliza 8 MHz dejando un HD más pobre en definición para los anchos de banda, como el chileno (6 MHz). Solamente 2 países con un ancho de banda de 6 MHz/NTSC han elegido DVB-T, creando un gran debate técnico (aclarando que ISDB-T y ATSC cumplen con el ancho de banda chileno sin mayores problemas).
El 14 de septiembre de 2009, Chile optó por la norma Japonesa-Brasileña para la Televisión Digital. Dada las condiciones geográficas, esta norma es la óptima certificada por estudios universitarios que avalan la elección. Ahora, solamente falta que en el Congreso se apruebe la regulación pertinente para que las transmisiones sean legales en el país.
Inmediatamente después de elegir la norma de TV Digital Subtel entregó licencias de pruebas de TDT (desde el día 15 de septiembre de 2009) a TVN, Chilevisión y Canal 13, los que están emitiendo bajo la norma ISDB-T HD/ONE-SEG en modo de prueba hasta que en el congreso apruebe la regulación.[cita requerida]
Canal 13 fue la primera señal abierta que ofrece sus contenidos en alta definición, a partir del 16 de noviembre de 2009, a través de señal 813 del operador de cable VTR y el 26 de julio de 2010 a través de la señal 813 por Movistar TV Digital y de Gtd Manquehue por el canal 813 también. Actualmente, tiene cerca del 40% de la programación en calidad full HD (con resolución 1920 x 1080) y relación de aspecto 16:9. Asimismo, y con motivo de la Copa del Mundo Sudáfrica 2010, TVN HD comenzó a ser transmitida por las cable operadoras VTR (Canal 807) y TuVes HD (Canal 71). Esto, a pesar de la negativa de TVN de que se utilice su señal por proveedores de TV de pago.

#### Costa Rica
En Costa Rica, Teletica canal 7 ha hecho pruebas en HD desde 2006, donde transmitía películas en HD y en 2009 donde hizo sus primeras transmisiones en HD con partidos de fútbol nacionales. Desde entonces Teletica ha comprado cámaras de estudio HDC-1000, que aparte de las vendidas a los dos grandes canales de México es la primera que vende Sony en toda Hispanoamérica, y también adquirió dos HDC-1400. Produciendo programación original en Alta Definición.
Repretel Canal 6, también transmite en HD en los canales RHD 6.1 y 6.2, aunque la mayoría de programación es reescalada.
El Gobierno de Costa Rica, eligió mediante una comisión la tecnología ISDB-T en 2010. Y en agosto de 2019 se llevará a cabo el apagón analógico para la capital (San José)para 2020 todo Costa Rica no tendría canales analógicos

#### Ecuador
En Ecuador, el sistema de Televisión digital terrestre elegido fue el ISDB-T. Es así que la televisora ecuatoriana Teleamazonas sacará al aire Teleamazonas HD, que será la señal de alta definición de Teleamazonas. Sus transmisiones se iniciaron el 1 de marzo de 2011, convirtiendo a la televisora en la primera en Ecuador en tener una señal HDTV al aire. Igualmente Ecuavisa con Ecuavisa HD, que será la señal de alta definición de Ecuavisa. Sus transmisiones se iniciaron el 1 de marzo de 2011, convirtiendo a la televisora en la segunda en Ecuador en tener una señal HDTV al aire, Canal Uno HD y Oromar HD otros canales como TC Televisión, Gamavisión, Ecuador TV, Canal Uno, RTS, RTU, Oromar Televisión, Telerama, TVC y el canal universitario UCSG Televisión se encuentran en transmisiones de prueba de la señal HDTV. Por otro lado Ecuavisa y TC Televisión son los únicos canales en HDTV en señal abierta pero en televisión de paga a través de Grupo TV Cable, por el momento éstas son las televisoras HDTV del Ecuador.
Actualmente se encuentran al aire los canales: Ecuavisa HD, TC HD, Teleamazonas HD, RTS HD, TVC HD, Gamavisión HD, Canal Uno HD, RTU HD, Oromar HD, TVS.FHD.RS, Telecuenca HD, TV Color HD, Telecosta HD, UTV HD, Canal Sur - Televisión Municipal de Loja HD, Televisión Manabita HD, Telesucesos HD, Zaracay TV HD y Unimax TV HD.

#### El Salvador
En El Salvador, la televisora más importante de ese país Telecorporación Salvadoreña inició las pruebas de transmisión en alta definición en 2007.
El proceso de preparación para el cambio de producción de análoga a digital se inicia en 2005, dos años más tarde, en 2007 TCS renueva toda su flota de cámaras y equipo de producción y adquiere equipo tipo Sony XDCAM HD. En 2010 Telecorporación Salvadoreña inicia la transmisión de algunos de sus programas y franjas en HD - alta definición, se realizan pruebas piloto a finales de 2009 y su implementación inició con la transmisión de la Copa Mundial de Fútbol de 2010.
En la actualidad su prime time es transmitido en formato HD compuesto por los programas ¿Quién quiere ser millonario? El Salvador, Bailando por un sueño El Salvador, Cantando por un sueño El Salvador, Ticket (programa de televisión), y eventos deportivos internacionales como Copa del mundo y la Liga de Campeones de la UEFA, entre otros.

#### Estados Unidos
En Estados Unidos se establecen las bases para el desarrollo de los sistemas de televisión de alta definición y analógica en 1991. Estados Unidos fue el primer país en transmitir la mejor calidad de la HDTV. En todo el país todos los canales son transmitidos en Alta Definición.
Canales hispanos que transmiten en formato HD son, Telemundo, divisiones de NBC UNIVERSAL, Univisión y la cadena hermana Telefutura, como otros también que son HBO Latino y Galavisión. Estados Unidos es uno de los países que transmite la mejor alta definición y fue el primero en tener la tecnología HDTV y 3D @max. Muchos canales de países latinoamericanos han tenido muchos conflictos con Estados Unidos a causa de la tecnología que este país hoy en día tiene y que ha desarrollado. Algunos de los países que han tratado de rebasarle a Estados Unidos en tecnología de alta definición son suramericanos.
Canales HDTV al aire
- NBC Universal
- FOX Networks
- CBS
- PIX News
- TNT
- USA
- Universal
- CNN
- The Weather Channel
- ABC

#### Colombia
En Colombia, el sistema de televisión digital elegido es el europeo (DVB-T2). La decisión de la Comisión Nacional de Televisión fue anunciada el 28 de agosto de 2008, después de diferentes retrasos y negociaciones. Colombia decidió operar con el sistema de compresión MPEG-4.
El primer operador de televisión en ofrecer HD fue DirecTV (satelital). En el primer semestre de 2010 se empezó a ofrecer por parte de los operadores Claro (cable-satelital), Tigo UNE (IPTV) y (HFC) y Movistar Colombia (satelital) previendo la llegada de la copa mundial de fútbol de la FIFA Sudáfrica 2010.
Actualmente los canales privados Caracol y RCN transmiten su señal de alta definición en el formato de televisión digital (DVB-T) y DVB-T2 a las ciudades de Bogotá y Medellín, las ciudades de Barranquilla y Cali cuentan con DVB-T2 desde mayo de 2012
RTVC Sistema de Medios Públicos, actualmente emite señales digitales desde 2012 a través de sus tres canales, Canal 1, Canal Institucional y Señal Colombia, cubriendo el 85% de Bogotá.
Estos son los siguientes canales de Televisión Abierta disponibles en Alta Definición
- Canal RCN HD 1/2

- Caracol Televisión HD 1/2/3

- Canal 1 HD

- Canal Trece HD

- Señal Colombia HD

- Canal Institucional HD

#### Venezuela
En Venezuela hay algunos canales venezolanos quien tienen el formato alta definición donde corresponde a la señal analógica tal vez hay canales que tienen el formato HD
Estos son los siguientes canales de Televisión Abierta y suscripción disponibles en Alta Definición
- Televen HD
- Corazón Llanero HD
- TLT HD
- Ve Plus HD
- Telesur HD
- Vepaco TV HD
- IVC HD
- Globovisión HD
- Sun Channel HD
- TV Familia HD

#### Guatemala
Este país es el primero en Centroamérica[cita requerida] en implementar televisión en alta definición en el año 2006, a tiempo para transmitir todos los partidos de la Copa mundial de ese año, a través de canales 3 y 7, con su repetidora en alta definición, canal 19. Todavía está en etapa experimental, pero se prevé que más canales en el futuro empiecen con la transición.
Estos son los siguientes canales de Televisión Abierta y suscripción disponibles en Alta Definición
- Canal 3 HD
- TV Azteca Guate HD[14]

#### Honduras
En Honduras 4 canales producen programación en alta definición. Siendo el primero Campus TV, que posee la mejor tecnología y calidad HD en Honduras y en Centroamérica, con su programación FullHD en 1080i en las frecuencias 59.1 y 59.2. Canal TEN (Televisión Educativa Nacional) también incursionó en esta área en la frecuencia 20.1. Televicentro, la mayor televisora del país, transmitió 56 de los 64 partidos del Mundial de fútbol de Sudáfrica 2010 en alta definición y actualmente retransmite partidos de fútbol y eventos especiales producidos en esta calidad a través de su canal HD. A partir del 6 de diciembre de 2010, Televicentro inició su nueva era HD, con la transmisión de sus programas de noticias en este formato a través de Amnet/Tigo y Cablecolor. En 2013, Televicentro presentó la única y más grande unidad móvil HD de Honduras. Capaz así, de transmitir eventos especiales y deportivos. Como los partidos de la selección nacional de Honduras y partidos de Liga Nacional, en HD. Canal 11 también transmite todos sus noticieros y el programa deportivo "Todo Deportes" en Alta Definición a través de Cablecolor. HCH Televisión Digital, desde hace 13 años transmite al aire, pero no siempre existió dicha tecnología hasta inicios de esta década. Canal 11, transmite en alta definición partidos de la liga nacional de Honduras, así como, telenovelas en alta definición.

#### México
La compañía de televisión mexicana Televisa empezó a hacer emisiones experimentales en HDTV a principio de los años 1990 en colaboración con la compañía japonesa NHK pero estas eran señales analógicas en formato MUSE (formato que fue reemplazado por ISDB-T) lo que hizo a la primigenia HDTV mexicana comercialmente inviable. Al día de hoy, y debido a la reforma a las telecomunicaciones del gobierno del presidente Enrique Peña Nieto, se ha logró convertir la totalidad de las señales analógicas a digitales antes de finalizar el 2015.
Durante la primera mitad de 2005, al menos un proveedor de cable en la Ciudad de México, Cablevisión (hoy Izzi Telecom), empezó a ofrecer cinco canales en HDTV a los suscriptores que comprasen un grabador digital de vídeo (DVR).
A mediados de abril de 2010, el servicio de pago satelital SKY lanzó su servicio HD para los suscriptores que comprasen un decodificador SKY+HD. Actualmente el servicio de SKY ofrece dos decodificadores con tecnología HD y Full HD, los cuales son SKYHD y SKY+HD; ambos decodificadores ofrecen 35 canales con estas tecnologías, además de ofrecer diferentes eventos comprados individualmente.
En diciembre de 2010, el servicio de pago satelital Dish Network México lanzó su servicio HD con 6 canales más una antena HD.
En 2004 Televisa realizó su primera telenovela en HD presentada en 1080i/16:9: Rubí.
El 1 de enero de 2008 Televisa comenzó la distribución de todo su contenido de noticias en HD 1080i/16:9. El 7 de enero de 2008 TV Azteca comenzó la distribución de todo su contenido de noticias en HD 1080i/16:9.
El estándar seleccionado para la transmisión de estas señales fue el estadounidense ATSC.
El 27 de octubre de 2016 se emitió un decreto para reasignar canales virtuales a nivel nacional; actualmente, los canales virtuales son asignados por cadena (ya sea nacional o regional) por el IFT para su fácil identificación, por ejemplo, los retransmisores de Las Estrellas siempre se redireccionan al canal 2.1 sin importar la población o frecuencia del canal real. Sin embargo, algunas estaciones que transmiten en poblaciones en la frontera norte tienen un canal distinto al asignado de manera provisional al estar estos canales siendo utilizados por otros canales en Estados Unidos.

#### Paraguay
El sistema ISDB-T fue adoptado para la televisión digital en el país.
En Paraguay hay versiones en alta definición de los siguientes canales de TV abierta:
- Telefuturo HD

- Sistema Nacional de Televisión HD

- Red Paraguaya de Comunicación HD

- Unicanal HD

- Noticias PY HD

- Latele HD

- Paravisión HD

- Paraguay TV HD

- Arandu Rape HD

También en TV Paga (cable y satélite) hay versiones en alta definición de los siguientes que son: Canal 5 HD, Unicanal HD, E40 TV HD, HEI HD, Tigo Music HD, Tigo Sports HD, Tigo Sports 2 HD, Tigo Sports 3 HD, Tigo Sports 4 HD, CDF HD, Personal Sports HD, One Sports HD, One Sports Plus HD, One Sports Extra HD y Canal 20 HD.

#### Perú
En noviembre de 2006, el Ministerio de Transportes y Comunicaciones publicó en el diario oficial "El Peruano", una norma acerca de la implementación de la televisión digital terrestre (TDT) en el país y las bases para iniciar las transmisiones experimentales. En tal sentido, se fijó la reserva de la banda 470-698 MHz correspondientes a los canales de TV (14 - 51) para el desarrollo de la TDT nacional. Frecuencia Latina transmitió en HD el Mundial Femenino de Voleibol 2010 en lo que fue una de las primeras transmisiones en el Perú. El 19 de julio de 2007, el canal Andina de Televisión (ATV) empezó con las emisiones experimentales en alta definición usando el estándar digital ATSC estadounidense, realizadas en el canal 30 UHF de Lima. ATV HD transmitió algunas películas, clips musicales y eventos que la televisora emitía en su señal en definición estándar. Las pruebas en ATSC siguieron hasta agosto de 2009, cuando ATV migra al estándar ISDB-Tb, designado como el oficial por el Gobierno, dentro del canal 29 UHF de Lima. Previamente, en enero de 2009, América Televisión inicia transmisiones experimentales de televisión digital a través del canal 31 UHF para Lima, usando el estándar ISDB-Tb y contando con la asesoría de técnicos japoneses y brasileños. Tres meses después, el 23 de abril, el gobierno aprueba el mencionado estándar para las transmisiones de TV digital. El sistema finalmente utilizado y autorizado a partir del año 2009 es el ISDB-Tb.
El 30 de marzo del 2010, se lanzó oficialmente la señal digital del canal TV Perú (estándar ISDB-Tb) a través del canal 16 UHF dentro del sistema de televisión digital terrestre, en una ceremonia realizada desde el Palacio de Gobierno, convirtiéndose en el primer canal peruano en transmitir en este nuevo formato. El 31 de marzo de 2010, ATV lanzó oficialmente sus transmisiones digitales en ISDB-Tb dentro del canal 18 UHF en Lima y Callao en una ceremonia inaugural que contó con la presencia del entonces presidente de la República, Alan García Pérez. El primer programa regular emitido en HD fue la telenovela ¿Dónde está Elisa?, que se estrenó el 25 de marzo. Más adelante, se estrenaron las telenovelas Los Victorinos y El cartel de los sapos en HD. El 30 de agosto de 2010, ATV lanzó el programa Magaly TeVe en alta definición, lo que lo convirtió en el primer programa de televisión en Perú en ser producido en HD.
Posteriormente, los canales Frecuencia Latina, América Televisión y Red TV (actualmente conocido como Global) lanzaron sus señales oficiales en HD entre 2010 y 2011. Los últimos canales nacionales de televisión abierta en lanzar la señal en alta definición fueron Panamericana Televisión, que inició sus pruebas en abril de 2012 y lanzó su señal oficial recién en abril de 2014, y RBC Televisión, que lanzó su señal HD en agosto del mismo año.
Actualmente, la gran mayoría de las producciones se emiten en HD. Además, durante la década de 2010 todos los canales modificaron sus señales estándar (SD) a la resolución 1080i 16:9. El apagón analógico o tecnológico se dará el año 2022 para Lima y Callao, mientras que en otras provincias y regiones se dará entre 2023 y 2028. Los canales en alta definición en la televisión abierta son:
- Willax Televisión HD

- América Televisión HD

- ATV HD

- Panamericana Televisión HD

- Latina Televisión HD

- Viva TV HD

- Global HD

- TV Perú HD

- Educación TV HD

También hay versiones en Alta Definición en TV Paga que son: Canal N HD, ATV+ HD, Movistar Deportes HD, Movistar Plus HD, RPP TV HD y Gol Perú HD.

#### República Dominicana
En la República Dominicana el canal 5 de la televisión local, Telemicro, a mediados del verano de 2008, anuncia que para el primer trimestre de 2012 se emitirán transmisiones en HDTV. Tricom oferta servicios de canales en alta definición en sus planes de cable prémium siendo en la actualidad una de las empresas que en la actualidad está dando en servicio en República Dominicana. También la empresa Claro está brindando servicio de canales de HD a través de su servicio de IPTV.
La mayoría de las compañías dominicanas de TV por cable y satélite iniciaron su conversión a señal en alta definición.

#### Uruguay
En Uruguay hay versiones en alta definición de los siguientes canales:
- Teledoce HD

- Monte Carlo TV HD

- Canal 10 HD
- Canal 7 HD

- TNU HD

- Teve Ciudad Canal 6 HD

- MEC Televisión HD

- GOLTV HD

En TV Paga hay versiones en Alta Definición en los siguientes canales: VTV HD, VTV 2 HD, VTV 3 HD, VTV Sports HD, TCC Sports HD y MC Sports HD.

### Regiones

#### Unión Europea
A nivel paneuropeo se han puesto versiones en Alta Definición (HD) de los siguientes canales
- Eurosport HD

- Disney XD HD

- Discovery Channel HD

#### Latinoamérica
En Latinoamérica hay versiones de los canales en alta definición
Noticias
- CNN en Español HD

Deportes
- ESPN HD

- Fox Sports HD

- DirecTV Sports HD

- Sky Sports HD

- beIN Sports HD

Cine y Series
- TNT HD

### Asia

#### Corea del Sur
Tras una larga polémica entre el gobierno y las emisoras, el formato ATSC fue elegido frente a DVB-T. 2005 fue la fecha en que los servicios digitales pasaron a estar disponibles en todo el país.
Se impuso que se emitieran al menos 10 horas cada semana contenidos en HD durante el primer año del servicio digital comercial.

#### Japón
Japón ha sido pionero en HDTV por décadas con una implementación analógica. Su antiguo sistema no es compatible con los nuevos estándares digitales. En Japón, la emisión terrestre de HD con codificación MPEG-2 por ISDB-T empezó en diciembre de 2003. Hasta la fecha se han vendido ya dos millones de receptores HD en Japón. Dentro de las ventajas está que es el único estándar que permite transmisión conjunta a aparatos fijos (casa), portátiles (TV portátil, notebook o PDA) y móviles (teléfonos celulares) con una señal transmitida, lo que lleva a un ahorro del espectro radioeléctrico y costos de infraestructura.

### Europa
Por ahora, muchos de los países muestran interés por la HDTV. Lo más común es la EDTV usando DVB.
Aunque la HDTV aún es posible con DVB-T, en la mayoría de los países se prefiere que existan más señales en un solo canal múltiplex, en lugar de un solo canal para HDTV, más común en EE. UU., Canadá, Japón y Australia. Como un solo canal de HDTV ocupará el ancho de banda de cuatro canales de SDTV (8 MHz), la HDTV no conviene para las necesidades de emisión terrestre en Europa. Además, algunos gobiernos quieren pasar a adoptar la señal digital para televisión en lugar de reasignar las frecuencias VHF para otros usos. El códec H.264 puede ser la clave del futuro del éxito de la HDTV en Europa, Una nueva versión de DVB-T (DVB-T2), será clave para la implantación del HD en Europa, permitiendo colocar simultáneamente varios canales FullHD y 3DTV en el mismo multiplex.
En enero de 2005, la EICTA anunció planes para una etiqueta "HD ready" (apto para HD) para equipos que cumplan ciertos requisitos, incluyendo el soporte de 720p y 1080i a 50 y 60 Hz. Las pantallas deben incluir interfaces YUV y DVI o HDMI y tener una resolución vertical nativa de 720 líneas o más.

#### Unión Europea
La Comisión Europea analizó el estado de las emisiones a 16:9, así como de la HDTV en el documento The contribution of wide-screen and high definition to the global roll-out of digital televisión (La contribución de la pantalla ancha y la alta definición a la expansión global de la televisión digital).
Este documento expone que los anteriores objetivos para la introducción a ámbito europeo de la HDTV de 1999 (o HD-MAC en 1992) no se alcanzaron porque el mercado se enfocó en las tecnologías digitales y servicios más fáciles de implementar. Por tanto, los consumidores europeos nunca tuvieron la oportunidad de probar la HDTV.
También apunta algunas causas de la pobre representación de la HDTV en la Unión Europea (UE):
- Los dominadores del mercado europeo pensaron que la HDTV fracasaría en Europa.
- Los emisores prefirieron centrarse en la SDTV multicanal, más barata.
- Una resolución de pantalla SDTV tiene un coste efectivo mejor que una HDTV equivalente.

Más tarde, los comisionados sugirieron que se requería alguna coordinación en la UE para servicios HDTV para que ésta estuviese al alcance de todos los Estados miembros.

##### Alemania
La plataforma de pago Sky Deutschland, entonces llamada Premiere, comenzó a emitir tres canales HD en diciembre de 2005. Estos canales presentan distintos contenidos (películas, deportes y documentales). Igual que HD1 los canales de Premiere usan H.264 y DVB-S2 como método de compresión. En diciembre de 2006 el canal de alta definición de deportes fue integrado con el de películas. En la actualidad, Sky cuenta con varios canales en alta definición en su oferta.
En 2006, las cadenas privadas ANIXE, Sat.1 y ProSieben empezaron a emitir en alta definición. Más tarde se añadirían las cadenas del grupo RTL. Si bien las privadas empezaron emitiendo estas versiones en alta definición en abierto, en la actualidad son de pago, estando integradas en la plataforma HD+, así como por la televisión por cable.
En 2010, los operadores públicos ARD y ZDF empezaron sus emisiones en alta definición. Estos emiten a 720p, al contrario que las privadas y las de pago, que usan el formato 1080i.
En Alemania, la alta definición se distribuye por satélite y cable, pero no por TDT.

##### España
En España Aragón Televisión realiza las primeras pruebas de Televisión de Alta Definición sobre TDT en España el 15 de junio de 2006, emite tanto en 720/50p como en 1080/25i usando la compresión MPEG4/H.264 a 11 Mbit/s. La primera cadena con emisiones en Alta Definición en pruebas regulares fue TV3 (Televisión de Catalunya) que comenzaron el 23 de abril de 2007, coincidiendo con el Día de San Jorge, desde el repetidor de la montaña de Collserola, que da señal a la ciudad de Barcelona y alrededores. Durante el período de pruebas, TV3HD emitió una pequeña selección de series y contenidos de sus otras dos cadenas en un canal que hasta entonces era usado como canal de pruebas e información sobre la TDT. Desde el 11 de agosto de 2008, TV3HD fue sustituida en el múltiplex 43 por una emisión del canal autonómico valenciano Canal 9 en definición estándar, así como una versión digital de K3/33. La señal de TV3HD retomó sus emisiones el 18 de junio de 2009, por la misma frecuencia que en las pruebas anteriores. Desde agosto de 2009 la televisión autonómica de la Región de Murcia (7RM) tiene un canal de alta definición (7RM HD).
En la primera fase, TV3HD emitía en formato MPEG4 H.264 a 10,2 Mbit/s en su primera fase, con lo que se conseguía evitar usar más ancho de banda (respecto del que consumiría el MPEG-2) del ya limitado y saturado espectro español. La resolución usada fue 1440×1080i, con lo que los contenidos panorámicos eran anamórficos. La pista de sonido era Dolby Digital 2.0 a 192 kbit/s. Actualmente emite de nuevo en esa resolución y formato, pero con un ancho de banda inferior.
Aragón Televisión comenzó a emitir en pruebas de forma regular en junio de 2008 y con contenidos propios en junio de 2009, siendo el primer canal comercial de España que emite contenidos y programación HD en abierto. Además en 2008 se creó la Plataforma TDT HD entre la Corporación Catalana de Medios Audiovisuales y la Corporación Aragonesa de Radio y Televisión junto con TV3 y ATV. A dicha plataforma se han sumado las Corporaciones y Televisiones de Asturias, Baleares, Valencia y Murcia además de la FORTA como organismo autónomo. Su iniciativa se basa en el intercambio técnico y de contenidos en Alta Definición.
TVE lanzó en 2010, después del apagón analógico, TVE HD, canal en alta definición que durante los Juegos Olímpicos de Pekín 2008 estuvo disponible en las plataformas Canal+ e Movistar TV. El canal inició sus emisiones en pruebas a través de la TDT en la ciudad de Valladolid en junio de 2009. Actualmente, TVE HD está disponible en todo el territorio español.
La oferta privada de HD comenzó el 20 de septiembre de 2010 con el canal Telecinco HD, que emite actualmente un reescalado de la programación de Telecinco. A ese canal se le sumó el 28 de septiembre un nuevo canal: Antena 3 HD, el 1 de noviembre de 2010 dieron comienzo las emisiones de La Sexta HD cuyo formato de emisión es igual al de los canales de Gestevisión Telecinco y Antena 3.
Actualmente empiezan a despuntar la venta decodificadores de televisión digital (TDT) que soporten este formato en España, sin embargo los decodificadores compatibles con los servicios interactivos del estándar MHP apenas son comercializados a pesar de que ya ofrecen todas las cadenas españolas, con lo que la situación requerirá que los usuarios acaben por tener que cambiar su decodificador 1, 2 o incluso más veces para adaptarse a los cambios. El gobierno ha impulsado medidas que obligan a los fabricantes a integrar decodificadores digitales que cumplan la normativa HD MPEG-4 en los televisores de más de 21 pulgadas a partir de julio de 2010.
La empresa española Sogecable, propietaria de la plataforma de pago Digital+ efectuó algunas pruebas de transmisión de programas en Alta Definición sobre el satélite Astra el 16 de junio de 2005. En otoño de 2007 dicha plataforma empezó a distribuir un nuevo decodificador (iPlus) con soporte para la alta definición tanto en TDT como en satélite, con la intención de introducir más adelante su propia oferta de programación en alta definición. En enero de 2008 Sogecable lanzó el canal Canal+ HD, que emite en alta definición (1080i). Dicho canal emite desde enero de 2008 de forma regular. A esta primera señal se han ido sumando otras emisiones sobre la misma plataforma, a saber: Fox HD, Canal+ Liga HD, Canal+ HD Acción y HD Music.
Jazztel proveedor de Internet y telefonía preveía ofrecer algunos canales en Alta Definición a través de líneas ADSL2+ a mediados de 2006, pero es posible que no lo haga hasta que empiecen a instalar tecnología VDSL2 como Telefónica.
Telefónica ofrece desde 2007 TV de Alta Definición en su plataforma de televisión digital Movistar TV. En principio, solamente es posible para usuarios de Movistar TV conectados mediante VDSL2 y FTTH y no en ADSL2+.
La empresa propietaria de la plataforma de cable ONO anunció que lanzaría un decodificador adaptado para la HDTV a comienzos de 2008.
Además en España se pueden encontrar contenidos de Alta Definición en la emisión por satélite para toda Europa de los canales HD1, HD2 y HD5 (Plataforma Euro1080 que emiten en 1080i y las plataformas de videojuegos en Alta Definición tales como Xbox 360 (1080p) y PlayStation 3 (1080p) cuyos videojuegos y otros contenidos descargables son la mayoría en el formato 720p (aunque se pueden ver en 1080i/p). Alternativamente a través de un PC también es posible disponer de contenidos en Alta definición desde hace pocos años, si está equipado adecuadamente con una tarjeta gráfica para la reproducción de juegos en Alta definición o simplemente un procesador con capacidad de proceso suficiente para decodificar el contenido, en el caso de vídeo en alta definición. También es posible equipar el PC con una unidad lectora de discos Blu-ray o HD DVD para la reproducción de discos de alta definición, aunque determinados sistemas de protección DRM pueden requerir dispositivos específicos como cableado o pantalla de visualización.
- La 1 HD
- La 2 HD
- Antena 3 HD
- Cuatro HD
- Telecinco HD
- La Sexta HD
- Teledeporte HD
- Clan HD
- Real Madrid TV HD
- Be Mad HD
- Atreseries HD
- TV3 HD
- 7RM HD
- Telemadrid HD
- TPA9 HD
- IB3 HD
- Television Canaria HD
- CMM TV HD
- Canal Sur HD
- ETB 1 HD
- ETB 2 HD
- CYLTV HD
- Aragón TV HD
- À Punt HD

##### Francia
En 2005, TF1, M6 y TPS expresaron su intención de emitir algunos programas en HD. Además, desde septiembre de 2005 los canales de televisión por suscripción usan H.264.
Desde el 5 de abril de 2016, la televisión digital terrestre francesa (TNT), pasó a utilizar exclusivamente el códec MPEG-4 AVC (H.264) y por tanto emitiendo todos los canales de la TNT únicamente en alta definición.

##### Reino Unido
En el Reino Unido la BBC ya produce algunos programas (principalmente documentales) en HD para mercados extranjeros, como Estados Unidos y Japón. La Corporación tiene intención de producir todos sus programas en HD para el año 2010. Se cree que la BBC aprobará 720p por su tecnología de barrido progresivo.
No hay planes para versiones en HDTV de Freeview y Top Up TV para servicios de televisión terrestre digital, debido a que no hay ancho de banda libre disponible. Esto debe cambiar después de que se desconecten las señales de televisión analógica, pero la fecha para esta desconexión aún se está debatiendo.
La plataforma de pago Sky tenía previsto lanzar sus servicios HD por satélite en 2006. Estará limitado a algunos canales y eventos especiales. Sky ha confirmado que estarán disponibles tanto 720p como 1080i.
Los informes recientes sugieren que Sky pondrá en disposición eventos deportivos de primera línea, como partidos de fútbol, para pubs antes del lanzamiento del servicio HD doméstico.
Casi se puede asegurar que los proveedores de televisión por cable se actualizarán a HD tan pronto los canales estén disponibles.

### Oceanía

#### Australia
Australia empezó a emitir en HD en enero de 2002 pero el contenido en HD no fue obligatorio hasta agosto de 2003. La mayoría de las ciudades australianas de más de 40 000 habitantes disponen de al menos un canal de TDT (por ejemplo, en Albany (Australia Occidental), se dispone de TDT desde mayo de 2005). De todas formas, la mayoría de las emisoras australianas de TDT están aún experimentando con transmisiones en HDTV.

## Grabación, compresión, y medios pregrabados
HDTV puede grabarse en D-VHS (Data-VHS), W-VHS, o en una grabadora de vídeo digital que soporte HDTV como la TiVo ofrecida por DirecTV o las DVR 921 y DVR 942 ofrecidas por DISH Network. A 2008, en los Estados Unidos la única opción de grabado es D-VHS. D-VHS graba en forma digital en una cinta VHS cualquiera, requiriendo un transporte digital FireWire (IEEE 1394) para acoplar la trama comprimida MPEG-2 desde el dispositivo modulador hasta la grabadora. También puede darse una captura directa de las señales HD a un dispositivo de almacenamiento como una grabadora de vídeo digital, o el disco rígido de una PC si ésta cuenta con una tarjeta de decodificación de HDTV, dado que no se involucra ningún tipo de recompresión inicial el tamaño del archivo depende de la tasa de bits de la transmisión original (hasta 19,2 Mbit/s), ya que esta simplemente se vuelca al disco rígido (es posible recomprimir el contenido posteriormente a un formato más avanzado -DivX, H.264- si se desea ahorrar espacio en Disco). Además, ya empiezan a aparecer tarjetas de captura de vídeo que aparte de almacenar señales HDTV en disco rígido, pueden capturar contenidos en HD de otras fuentes que no sea la señal de televisión (Por ejemplo, consolas de videojuegos como la Xbox 360 y la PS3) sin realizar ningún tipo de compresión, como la [http://www.blackmagic-iberia.com/products/intensity/ (enlace roto disponible en Internet Archive; véase el historial, la primera versión y la última). Intensity Pro] (sitio en español) de Blackmagic Design, cabe señalar que el poder de cómputo necesario para capturar y procesar esas señales es relativamente elevado para equipos medios de 2008, requiriendo discos rígidos con transferencia de 3 Gbs y ordenadores con procesadores de núcleo dual.
Como parte del acuerdo sobre "plug and play" que emitió la FCC, las compañías de cable deben proveerles a un puerto funcional de IEEE 1394 a aquellos clientes que alquilen cajas HD (si estos lo pidiesen). Ningún proveedor de DBS ha ofrecido esta característica en ninguna de las cajas que ofertan. En julio de 2004 estos puertos todavía no aparecían en el mandato de la FCC. El contenido disponible está protegido por un cifrado que limita o bloquea completamente la capacidad de grabarlo.

### Futuros medios
La programación HD puede ser grabada a un disco óptico utilizando las tecnologías Blu-ray. Actualmente los mayores impulsores de ambos formatos se pueden considerar Xbox 360, que se le puede conectar un reproductor de HD DVD externo (actualmente obsoleto) y tiene contenidos descargables en alta definición, y PlayStation 3, que incluye un reproductor Blu-ray tanto para los juegos como para ver películas en Alta Definición. Ambos sistemas de videojuegos tienen la mayoría de los juegos y contenidos en 720p, aunque permiten 1080p (las películas en HD DVD y Blu-Ray son todas 1080p). Este hecho puede suponer un gran impulsor de la alta definición.

#### Microsoft
En un esfuerzo por crear un formato de alta definición compatible con los bit rates para los vídeos de alta definición en los DVD-ROM estándar, Microsoft introdujo el códec del Windows Media 9 Series con la habilidad de comprimir un bitstream de alta definición en el mismo espacio que un bitstream NTSC convencional (que es de aproximadamente 5 a 9 Mbit/s para las resoluciones de 720p en adelante). Microsoft lanzó el códec de alta definición de la serie Windows Media 9 como el WMV HD. Hace falta ver si el códec será adoptado ampliamente, o al menos como un estándar de la industria Hi-Fi. En noviembre de 2003 el formato WMV HD requería de un poder de procesamiento significante para poder codificar y descodificar una película, como resultado la única película disponible comercialmente que hacía uso del códec era Terminator 2: Edición extrema en DVD. Desde entonces más títulos han sido lanzados en el formato WMV HD DVD tal como el aclamado documental sobre el surf Step Into Liquid (título pendiente en español). A inicios del 2005 Microsoft recomendaba un procesador de 3,0 GHz con 512 MiB de memoria RAM y una tarjeta de vídeo de 128 MiB de memoria como requisitos mínimos para poder reproducir una película en la resolución 1080p en Windows XP aunque ya había reproductores en el mercado, como el KiSS DP-600, que ya podían reproducir discos de WMV HD DVD ROM en televisores con capacidad HD. El códec fue mandado a la SMPTE (Sociedad de ingenieros de películas y programas televisivos, por sus siglas en inglés) y se ha convertido en el estándar de la SMPTE, conocido como VC-1, incluido en todas las películas en formato HD DVD, y de los lanzamientos recientes en Blu-Ray (cuyos primeros títulos estaban en MPEG-2).
Aunque su salida ha sido muy posterior a la definición del formato, el propio sistema de videojuegos de alta definición de Microsoft, la XBOX 360, es compatible directamente o a través de un ordenador con el sistema operativo Windows XP Media Center, con el formato WMV HD desde la actualización de 31/10/2006, y desde enero de 2007 permite contenedores H.264 y MPEG-4 aunque no a través de Windows Media Center de momento.

#### Difusión
Otros códecs, tales como el AVC (que es la parte 10 de MPEG-4 y también es conocido como H.264), han sido aprobados por los grupos de estándares ITU-T (Sector de Normalización de las Telecomunicaciones de la Unión Internacional de las Telecomunicaciones, por sus siglas en inglés) y MPEG (Grupo de Expertos en Imágenes Móviles, por sus siglas en inglés) y también se han aprobados los códecs VP6 y VP7 que fueron diseñados por On2 Technologies.
Las compañías de difusión más grandes en Estados Unidos y Europa ya han adoptado el estándar H.264. Estas compañías incluyen: DirecTV y el [DISH Network] en Estados Unidos y BSkyB (sitio en inglés), Premiere (sitio en alemán), Canal+ y TPS (sitio en francés) en Europa. El estándar H.264 fue elegido por varias razones: la primera es que el estándar fue validado como un estándar abierto por lo menos un año antes que el VC-1 siquiera fuese considerado seriamente como un estándar y en aquel entonces existían dudas sobre los reglamentos que Microsoft podría imponer una vez que el algoritmo fuese adoptado. Hasta la fecha solamente unas pocas compañías de difusión han considerado el estándar VC-1. Se había pensado que el VC-1 hubiese sido mejor que el H.264 para el entorno de IPTV, pero de acuerdo a comunicados de prensa hechos por compañías que manufacturan STB (cajas de cable o satélite, por sus siglas en inglés) (tales como Amino (sitio en inglés), Pace, InfoMir (sitio en inglés) y Kreatel (sitio en inglés)) se ha demostrado que existen soluciones basadas en los estándares H.264.
Existen rumores de que Microsoft puede haber tomado el estándar H.264 y lo habría modificado y mejorado para comercializarlo como el VC-1 sin dar crédito alguno a la MPEG-LA. Sin embargo esto sigue siendo un rumor y nunca se ha confirmado o negado oficialmente.
Un ejemplo de las preocupaciones de los proveedores de cable se puede encontrar en este sitio Archivado el 5 de septiembre de 2007 en Wayback Machine. (sitio en inglés).

#### VP6
On2 reportó que China había escogido el VP6 como el estándar para el formato Enhanced Versatile Disc (Disco versátil mejorado) (EVD). Supuestamente China quería evitar el tener que pagar por los derechos de uso del WM9 y el AVC. La ventaja de usar el VP6 hubiese sido que no se tendría que pagar derechos de uso en medios de grabación pero estos costos serían transferidos al precio de los reproductores a un costo similar al de otros códecs. A medida que China comienza a dominar la manufactura de televisores y reproductores de DVD, sus decisiones en cuanto a estándares cobra más peso.
El hecho que un códec tenga un bajo costo no significa que sea una ventaja sobre el formato DVD, además los reproductores serían incompatibles con el formato DVD-vídeo a menos que se paguen los derechos de uso de las tecnologías que son necesarias para hacer que el reproductor pueda reproducir DVD. Se lanzaron muy pocos videos en el formato VP6 por lo cual no se generó la suficiente fuerza como para obligar a que las personas compraran los reproductores VP6, los cuales no eran compatibles con el formato DVD. Es poco probable que este formato sea adoptado por un estudio fílmico en los Estados Unidos si no existe algún método de protección contra la piratería y esto tampoco se especificó. Poco tiempo después de que se anunciara que el VP6 sería el estándar de los EVD las negociaciones entre On2 y E-World (un grupo que apoyaba el uso del EVD como estándar) se deterioraron. On2 reportó varias violaciones de contrato por parte de E-World y On2 pidió que se arbitraran estas faltas pero en marzo de 2005 se falló en favor de E-World ya que se reconoció que E-World no había fallado en su parte del contrato y no le debía nada a On2. Nunca se clarificó si el gobierno chino realmente había adoptado el VP6 como estándar.

#### HD-DVD y Blu-ray
Recientemente el DVD Forum y la Blu-ray Association fallaron en llegar a un acuerdo en cuanto a los estándares para los discos de 12 cm de alta definición. En febrero de 2008, después de una guerra de formatos con su rival Blu-Ray, Toshiba abandonó el formato HD DVD, y el HD DVD Promotion Group, que promocionaba el estándar, se disolvió el 28 de marzo de 2008.
Los códecs de vídeo, tanto de Blu-Ray como del extinto HD-DVD son el MPEG-2 parte 2, VC-1 y H.264.
Actualmente ya se encuentra algunos reproductores de DVD que incluyen la capacidad de enviar señales de alta definición al televisor partiendo de DVD de definición estándar. Esto se hace escalando artificialmente la imagen, aunque algunas pantallas ya hacen el escalado por su cuenta para adaptar la imagen a la resolución real de la pantalla. La única mejora es la solidez de la imagen, al haber más píxeles representando el mismo píxel del contenido. Algunos fabricantes de reproductores de DVD, generalmente de marcas asiáticas poco conocidas, o algunas como Kiss o Philips, sacan licencias del códec DivX para que sus reproductores puedan reproducir contenido en 720p/1080i a partir de contenido grabado en discos DVD-R estándar.
El 19 de febrero de 2008, toshiba anuncia en su web que descontinuará el formato HD DVD debido a "diversos cambios producidos en el mercado".
Cita textual del comunicado:
"We carefully assessed the long-term impact of continuing the so-called 'next-generation format war' and concluded that a swift decision will best help the market develop," said Atsutoshi Nishida, President and CEO of Toshiba Corporation. "While we are disappointed for the company and more importantly, for the consumer, the real mass market opportunity for high definition content remains untapped and Toshiba is both able and determined to use our talent, technology and intellectual property to make digital convergence a reality".
"Hemos evaluado cuidadosamente los efectos a largo plazo de continuar lo que se ha denominado "Guerra de formatos de Nueva Generación" y se ha concluido que una rápida decisión es la mejor forma de ayudar al desarrollo de este mercado", dijo Atsutoshi Nishida, presidente y CEO de Toshiba Corporation. "Aunque esto es una decepción para la compañía, pero es más importante, para el consumidor, la oportunidad de un mercado masivo real de contenido en alta definición, que permanece sin explotar, y en Toshiba nos sentimos capaces y determinados a usar nuestro talento, tecnología y propiedades intelectuales para hacer la convergencia digital una realidad".

#### Cámaras HD
En 2003 JVC presentó la GR-HD1, la primera cámara digital de alta definición del mundo dirigida al mercado de consumo, grabando en 720/30p 16:9 con salida up-converted en componentes analógicos a 1080/60i y en 720/60p o salida vía firewire a 720/30p. Posteriormente en septiembre de 2004 Sony lanzó al mercado su primera cámara HD para uso personal llamada HDR-FX1. Dicha cámara puede grabar en el formato 1080i/60 (la versión PAL graba a 1080i/50) y es capaz de grabar en un cinta Mini-DV usando el formato HDV. La cámara utiliza el códec MPEG-2 para grabar vídeo y audio y el sistema 3-CCD para añadir color correctamente. A causa de esto, la HDR-FX1 (en teoría) se aproxima mucho a una cámara HD profesional. Los programas iMovie HD, Final Cut Express HD y Final Cut Pro HD (con Lumiere HD instalado) de Apple son capaces de editar MPEG-2 HD/HDV en una manera muy estable. Se requiere de una Macintosh para poder ejecutar estos programas. Para los usuarios de PC, el Adobe Premiere Pro 1,5 y Sony Vegas 6 son capaces de editar HD. Cinelerra, un popular editor de vídeo de código abierto, también permite editar HDV y se puede ejecutar en una gama muy variada de arquitecturas de sistemas. Panasonic y Canon han lanzado cámaras que siguen el mismo formato que la cámara de Sony. Las cámaras utilizadas para transmisiones de televisión graban directamente a discos rígidos a través de un formato raw de input/output.